# Заєць в людях
«Заєць в людях» — анімаційний фільм 1991 року студії Укранімафільм, режисер — Сергій Гізіла.

## Сюжет
Втомився заєць бігати взимку лісами і вирушив у гості до кролика, де тепло та дармове харчування...

## Над фільмом працювали
- Автор сценарію: Євген Назаренко;
- Кінорежисер: Сергій Гізіла;
- Художник-постановник: Борис Волков;
- Кінооператор: Анатолій Гаврилов;
- Звукооператор: Віктор Щиголь;
- Художники-аніматори: Михайло Титов (у титрах М. Тітов), Володимир Врублевський, Михайло Яремко, Дмитро Ковтанець, Борис Волков, Сергій Гізіла, Микола Бондар, О. Коваленко;
- Художники: Олена Толкач, Тетяна Черні, Інга Гончарова;
- Асистенти: Олена Дьомкіна, Тетяна Вітязь, Віра Боженок;
- Монтаж: Лідія Мокроусова;
- Редактор: Світлана Куценко;
- Директори знімальної групи: Іван Мазепа, В'ячеслав Кілінський (у титрах Килинский).

### Ролі озвучили
- Лев Перфілов,
- Олег Месеча,
- Наталія Рожкова,
- І. Тимошенко.